# Chaley
Chaley település Franciaországban, Ain megyében. Lakosainak száma 127 fő (2022. január 1.). Chaley Évosges, Tenay és Plateau d'Hauteville községekkel határos.

## Népesség
A település népességének változása:
| Lakosok száma | 278  | 106  | 107  | 118  | 146  | 144  | 130  | 125  | 122  | 127  |
|               | 1968 | 1982 | 1990 | 2006 | 2013 | 2015 | 2017 | 2019 | 2020 | 2022 |